# Jan Verbong
Jan Verbong (Velden, 27 juli 1946) is een voormalig Nederlands voetballer. Hij stond onder contract bij VVV en Helmond Sport.

## Spelerscarrière
Verbong maakte in 1964 de overstap van amateurclub IVO naar VVV en maakte op 18-jarige leeftijd zijn debuut in het eerste elftal, op 23 augustus 1964 in een met 4-2 verloren uitwedstrijd bij Blauw Wit. Hij veroverde in zijn eerste seizoen al een basisplaats en speelde 28 van de 30 competitiewedstrijden. Verbong stond bekend als een frêle, grillige vleugelaanvaller die met zijn vele dribbels menig strafschop wist te versieren.
Na dertien seizoenen VVV maakte hij in 1977 samen met ploegmaat Huub Vercoulen de overstap naar Helmond Sport. Vanwege een op 11 december 1977 opgelopen klaplong tijdens de uitwedstrijd bij SC Cambuur kwam er een abrupt einde aan zijn profloopbaan.

## Verdere loopbaan
Na zijn spelerscarrière is Verbong enige tijd werkzaam geweest als trainer in het amateurvoetbal, onder andere bij RKDEV, RKVV Meterik, Tiglieja, VV Swalmen en Venlosche Boys in combinatie met een functie als scout voor VVV.

## Statistieken
| Seizoen         | Club            | Competitie      | Competitie | Competitie | Beker | Beker | Playoffs | Playoffs | Totaal | Totaal |
| Seizoen         | Club            | Competitie      | Wed.       | Dlp.       | Wed.  | Dlp.  | Wed.     | Dlp.     | Wed.   | Dlp.   |
| --------------- | --------------- | --------------- | ---------- | ---------- | ----- | ----- | -------- | -------- | ------ | ------ |
| 1964/65         | VVV             | Eerste divisie  | 28         | 7          | 0     | 0     | —        | —        | 28     | 7      |
| 1965/66         | VVV             | Eerste divisie  | 13         | 1          | 3     | 0     | —        | —        | 16     | 1      |
| 1966/67         | FC VVV          | Tweede divisie  | 32         | 10         | —     | —     | —        | —        | 32     | 10     |
| 1967/68         | FC VVV          | Eerste divisie  | 19         | 2          | 1     | 0     | 2        | 2        | 22     | 4      |
| 1968/69         | FC VVV          | Tweede divisie  | 28         | 8          | 1     | 0     | —        | —        | 29     | 8      |
| 1969/70         | FC VVV          | Tweede divisie  | 11         | 1          | 1     | 0     | —        | —        | 12     | 1      |
| 1970/71         | FC VVV          | Tweede divisie  | 31         | 10         | 1     | 0     | —        | —        | 32     | 10     |
| 1971/72         | FC VVV          | Eerste divisie  | 28         | 4          | 1     | 0     | —        | —        | 29     | 4      |
| 1972/73         | FC VVV          | Eerste divisie  | 27         | 4          | 2     | 0     | —        | —        | 29     | 4      |
| 1973/74         | FC VVV          | Eerste divisie  | 16         | 2          | 2     | 0     | —        | —        | 18     | 2      |
| 1974/75         | FC VVV          | Eerste divisie  | 28         | 10         | 2     | 0     | —        | —        | 30     | 10     |
| 1975/76         | FC VVV          | Eerste divisie  | 32         | 4          | 2     | 0     | 6        | 1        | 40     | 5      |
| 1976/77         | FC VVV          | Eredivisie      | 22         | 1          | 1     | 0     | —        | —        | 23     | 1      |
| 1977/78         | Helmond Sport   | Eerste divisie  | 16         | 2          | 1     | 0     | —        | —        | 17     | 2      |
| Carrière totaal | Carrière totaal | Carrière totaal | 331        | 66         | 18    | 0     | 8        | 3        | 357    | 69     |